# Annelies van der Kolk
Anna Elisabeth Hermanna (Annelies) van der Kolk (Groningen, 28 april 1953) is een Nederlands pedagoog, ChristenUnie-politicus en bestuurder.

## Maatschappelijke carrière
Na de hbs en de pedagogische academie in Groningen werd Van der Kolk in 1973 onderwijzeres op een lagere school in Harderwijk. Vanaf 1978 was ze werkzaam bij de schoolbegeleidingsdienst Gereformeerd Pedagogisch Centrum (GPC) en later het Gereformeerd Instituut Diensten en Scholing (GIDS) en studeerde ze in de avonduren pedagogiek en onderwijskunde.
In 1990 behaalde Van der Kolk haar bul aan de Rijksuniversiteit Groningen. Intussen was ze bij de schoolbegeleidingsdienst in het management beland. Ze is lid van de Gereformeerde Kerken vrijgemaakt (GKv). Ze is voorzitter van de Stichting Oude Gelderse Kerken (SOGK) en de Stichting Steun Reformatie Oostenrijk (SSRO).

## Politieke carrière
Daarnaast was Van der Kolk ook politiek actief. In 1999 werd ze GPV-Statenlid van Gelderland en vanaf 2003 tot 2007 was ze fractievoorzitter van de ChristenUnie. In 2002 kwam ze daarnaast in de gemeenteraad van Harderwijk waar ze eveneens fractievoorzitter werd. In april 2007 gaf ze die functies op om gedeputeerde te worden wat ze tot 2011 zou blijven.
Van mei 2012 tot januari 2013 was ze waarnemend burgemeester van Harderwijk. Van 1 maart tot en met 5 september 2013 was ze waarnemend burgemeester van Westervoort. Van maart 2014 tot september 2016 was ze dat in Renswoude. Van 18 mei 2017 was tot 18 september 2020 was zij waarnemend burgemeester van Twenterand. In 2019 was zij formateur in Brummen.